# D 759 (Türkei)
Die Straße D 759 (Devlet yolu 759) ist eine 99 km lange Straße in der Türkei. Sie führt von Cide nach Seydiler.

## Verlauf
Die Straße zweigt in Cide von der Schwarzmeerküstenstraße D 010 ab und führt in generell südöstlicher Richtung über Şenpazar nach Seydiler, wo sie an der Straße D 765 endet.